# Kabinett Sánchez III
Das Kabinett Sánchez III bildet seit 21. November 2023 die Regierung von Spanien.

## Regierungsmitglieder
| Amt | Bild | Amtsinhaber                                  | Partei | Partei                    |
| --- | ---- | -------------------------------------------- | ------ | ------------------------- |
| Ministerpräsident |      | Pedro Sánchez                                |        | PSOE                      |
| Erste stellvertretende Ministerpräsidentin |      | Nadia Calviño (bis 29. Dezember 2023)        |        | Parteilos                 |
| Erste stellvertretende Ministerpräsidentin |      | María Jesús Montero (seit 29. Dezember 2023) |        | PSOE                      |
| Zweite stellvertretende Ministerpräsidentin |      | Yolanda Díaz                                 |        | Sumar                     |
| Dritte stellvertretende Ministerpräsidentin |      | Teresa Ribera (bis 25. November 2024)        |        | PSOE                      |
| Dritte stellvertretende Ministerpräsidentin |      | Sara Aagesen (seit 25. November 2024)        |        | Parteilos                 |
| Vierte stellvertretende Ministerpräsidentin |      | María Jesús Montero (bis 29. Dezember 2023)  |        | PSOE                      |
| Minister für Äußeres, Europäische Union und Entwicklungshilfe                                                                                      |      | José Manuel Albares                          |        | PSOE                      |
| Minister der Justiz, für Beziehungen zum Parlament und die Präsidentschaft                                                                         |      | Félix Bolaños                                |        | PSOE                      |
| Ministerin der Verteidigung |      | Margarita Robles                             |        | Parteilos                 |
| Minister des Innern |      | Fernando Grande-Marlaska                     |        | Parteilos                 |
| Minister/in für Wirtschaft, Handel und Gewerbe |      | Nadia Calviño (bis 29. Dezember 2023)        |        | Parteilos                 |
| Minister/in für Wirtschaft, Handel und Gewerbe |      | Carlos Cuerpo (seit 29. Dezember 2023)       |        | Parteilos                 |
| Ministerin für Arbeit und Sozialwirtschaft |      | Yolanda Díaz                                 |        | Sumar                     |
| Ministerin für den ökologischen Wandel und die demografische Herausforderung                                                                       |      | Teresa Ribera (bis 25. November 2024)        |        | PSOE                      |
| Ministerin für den ökologischen Wandel und die demografische Herausforderung                                                                       |      | Sara Aagesen (seit 25. November 2024)        |        | Parteilos                 |
| Ministerin für Finanzen und öffentlichen Dienst (bis 29. Dezember 2023) Ministerin für Finanzen (seit 29. Dezember 2023)                           |      | María Jesús Montero                          |        | PSOE                      |
| Minister für Verkehr und Mobilität |      | Óscar Puente                                 |        | PSOE                      |
| Ministerin für Wohnungsbau und städtische Agenda                                                                                                   |      | Isabel Rodríguez García                      |        | PSOE                      |
| Ministerin für Bildung, Berufsbildung und Sport |      | Pilar Alegría                                |        | PSOE                      |
| Minister für Industrie und Tourismus |      | Jordi Hereu                                  |        | PSC                       |
| Minister für Landwirtschaft, Fischerei und Ernährung                                                                                               |      | Luis Planas                                  |        | PSOE                      |
| Minister für Territorialpolitik und demokratisches Gedächtnis                                                                                      |      | Ángel Víctor Torres                          |        | PSOE                      |
| Minister für Kultur |      | Ernest Urtasun                               |        | Sumar (Catalunya en Comú) |
| Ministerin für Gesundheit |      | Mónica García                                |        | Sumar (Más Madrid)        |
| Minister für soziale Rechte, Verbraucherschutz und Agenda 2030                                                                                     |      | Pablo Bustinduy                              |        | Parteilos                 |
| Ministerin für Wissenschaft und Innovation und Universitäten                                                                                       |      | Diana Morant                                 |        | PSOE                      |
| Ministerin für Gleichstellung |      | Ana Redondo García                           |        | PSOE                      |
| Ministerin für soziale Sicherheit, Integration und Migration                                                                                       |      | Elma Saiz                                    |        | PSOE                      |
| Minister für digitale Transformation (bis 29. Dezember 2023) Minister für digitale Transformation und öffentlichen Dienst (seit 29. Dezember 2023) |      | José Luis Escrivá (bis 6. September 2024)    |        | Parteilos                 |
| Minister für digitale Transformation (bis 29. Dezember 2023) Minister für digitale Transformation und öffentlichen Dienst (seit 29. Dezember 2023) |      | Óscar López Águeda (seit 6. September 2024)  |        | PSOE                      |
| Ministerin für Jugend und Kinder |      | Sira Rego                                    |        | Sumar (IU)                |
| Regierungssprecherin |      | Pilar Alegría                                |        | PSOE                      |